# Jan Schakowsky
Janice Schakowsky dite Jan Schakowsky, née Danoff le 26 mai 1944 à Chicago, est une femme politique américaine d'origine russe, membre du Parti démocrate. Elle représente le 9e district de l'Illinois à la Chambre des représentants des États-Unis depuis 1999.